# Solumssjön
Solumssjön är en sjö i Härnösands kommun i Ångermanland och ingår i Ångermanälven-Gådeåns kustområde. Sjön har en area på 0,395 kvadratkilometer och ligger 39,2 meter över havet.

## Delavrinningsområde
Solumssjön ingår i det delavrinningsområde (694535-161085) som SMHI kallar för Rinner till Södra Sundet. Medelhöjden är 62 meter över havet och ytan är 20,59 kvadratkilometer. Det finns inga avrinningsområden uppströms utan avrinningsområdet är högsta punkten. Avrinningsområdets utflöde mynnar i havet, utan att ha någon enskild mynningsplats.